# Cyligramma simplex
Cyligramma simplex là một loài bướm đêm thuộc họ Noctuidae. This moth species is commonly được tìm thấy ở Nigeria.